# Bror Persson
Bror Persson – szwedzki bokser kategorii ciężkiej, medalista mistrzostw Europy.
Pięściarstwo uprawiał w klubie  Örebro Atletklubb.
Uczestnicząc w Mistrzostwach Europy 1925 w Sztokholmie zdobył  złoty medal w wadze ciężkiej.